# Francesco Reda
Francesco Reda (Cosenza, 19 november 1982) is een Italiaans wielrenner.
Reda boekte in zijn carrière drie overwinningen, een etappe in de Ronde van Cosenza in 2006,  de eendagswedstrijd Trofeo Edil C in 2015 en de eerste etappe van de An Post Rás in datzelfde jaar. Verder behaalde hij ereplaatsen in onder andere de Ronde van de Haut-Var en de Trofeo Città di Brescia.
In 2013 werd Reda door zijn toenmalig team Androni Giocattoli-Venezuela op non-actief gezet wegens het missen van een aantal dopingcontroles. Reda werd hiervoor 2 jaar geschorst door Italiaans olympisch comité (CONI) met terugwerkende kracht vanaf 21 juni 2013.
In 2015 keerde hij terug in het peloton. Tijdens het Italiaans kampioenschap dat op 27 juni werd verreden, werd hij verrassend tweede achter Vincenzo Nibali. Bij de dopingcontrole testte hij echter positief op het gebruik van epo. In februari 2016 werd hij door de UCI voor acht jaar geschorst. Zijn tweede plaats op het nationale kampioenschap werd geschrapt.

## Belangrijkste overwinningen
2006
1e etappe deel A Ronde van Cosenza
2015
Trofeo Edil C
1e etappe An Post Rás

## Resultaten in voornaamste wedstrijden
| Jaar | Ronde van Italië | Ronde van Frankrijk | Ronde van Spanje |
| ---- | ---------------- | ------------------- | ---------------- |
| 2009 | 139e             |                     |                  |
| 2010 | opgave           | opgave              |                  |
| 2011 | 134e             |                     |                  |
| 2012 |                  |                     |                  |

| Jaar | Milaan-San Remo | Amstel Gold Race | Luik-Bast.‑Luik | Ronde van Lombardije |  | Wereldranglijsten |
| ---- | --------------- | ---------------- | --------------- | -------------------- |  | ----------------- |
| 2009 |                 | 69e              | opgave          |                      |  | 84e (UWK)         |
| 2010 |                 |                  |                 | opgave               |  | 186e (UWK)        |
| 2011 | 89e             | 47e              | 83e             | opgave               |  |                   |
| 2012 | 35e             |                  |                 |                      |  |                   |

## Ploegen
- 2007 –  OTC Doors-Lauretana
- 2008 –  NGC Medical-OTC Industria Porte
- 2009 –  Quick Step
- 2010 –  Quick Step
- 2011 –  Quick Step Cycling Team
- 2012 –  Acqua & Sapone
- 2013 –  Androni Giocattoli-Venezuela
- 2015 –  Team Idea 2010 ASD

Boesjko (stagiair) · Bruson · Camussa · Cannone · Colo (stagiair) · D'Amore · Di Lorenzo · Di Silvestro · Genovesi · Lanzoni (stagiair) · Maisto · Reda · Ricciardi · Rossi · Signego · Tizza · Zagorodni
Ackermann · Beuret · Camussa · Cannone · Cattaneo · Corsini · Giuliani (stagiair) · Maisto · Nosotti · Piemontesi · Reda · Rizzi · Rossi · Schubert · Signego · Tizza · Trafelet · Zagorodni · Zamperdi (stagiair)
Barredo · Boonen · Cataldo · Chavanel · Cornu · Davis · de Jongh · De Weert · Devenyns · Devolder · Engels · Facci · Hovelijnck · Hulsmans · Koenitski · Kvist · Malacarne · Pineau · Reda · Rosseler · Samojlaw · Schwab · Seeldraeyers · Tosatto · Van De Walle · Van Impe · Velo · Weylandt · Wynants · Robert (stagiair)
Barredo · Boonen · Cataldo · Chavanel · De Weert · Devenyns · Devolder · Engels · Facci · Hovelijnck · Hulsmans · Keisse · Koenitski · Kvist · Maes · Malacarne · Pineau · Reda · Samojlaw · Seeldraeyers · Stauff · Tosatto · Van De Walle · Van Impe · Velo · Weylandt · Wynants · Robert (stagiair) · Van Keirsbulck (stagiair)
Bandiera · Boonen · Cappelle · Cataldo · Chavanel · Chicchi · Ciolek · De Weert · Devenyns · Engels · Keisse · de Maar · Maes · Malacarne · Pineau · Reda · Robert · Seeldraeyers · Stauff · Steegmans · Štybar · Terpstra · Tratnik · Vandewalle · Van Impe · Van Keirsbulck · Vermote · Trentin (stagiair)
Capelli · Damiano · Garby · Malucelli · Mariani · Peretto · Pettiti · Reda · Spreafico · Tizza · Todaro · Torta · Viganò